# Гратинський Михайло Андрійович
Михайло Андрійович Гратинський (Грацинський) (1770—1828) — протоієрей Російської православної церкви, полковий священник Кавалергардського полку з 1806 по 1822 рік, нагороджений золотим хрестом на Георгіївській стрічці. Учасник Вітчизняної війни 1812 року. В РДВІА зберігаються документи, що стосуються Гратинського.

## Біографія
Народився у листопаді 1770 року в сім'ї протоієрея, виховувався в Олександро-Невській семінарії.
26 червня 1791 року, після закінчення семінарії, був посвячений діаконом до Санкт-Петербурзького Петропавлівського собору. 3 квітня 1793 року переведений до Морського Богоявленського собору.
3 лютого 1797 року Гратинський був посвячений у сан священника та направлений на службу до храму Преображення Господнього лейбгвардії Преображенського полку, а 23 грудня 1800 року, за найвищим наказом, переведений до Кавалергардського полку.
4 травня 1804 року був піднятий у сан протоієрея. У тому ж році, разом із полком, взяв участь в антинаполеонівській кампанії в Австрії та був присутній на битві при Аустерлиці. 25 березня 1807 року вирушив із полком до Пруссії.
У 1812 році полк, в якому служив Гратинський, був направлений у Вільно, а згодом відступав у глибину Росії. 26 серпня отець Михайло взяв участь у Бородинській битві.
Після здачі Москви залишився в місті та виконував обов'язки священнослужителя. Після звільнення Москви отець Михайло був нагороджений Олександром I золотим хрестом на Георгіївській стрічці та став його духовником.
До свого полку, що знаходився в Німеччині, отець Михайло повернувся 3 березня 1813 року і разом з ним просувався «через Шлезвіг, Пруссію, Богемію, де 18 серпня був присутній на дійсній битві при Кульме, потім через Саксонію, володіння Веймарське, Віртенберзьке, Баварське до Рейну». Після цього він потрапив до меж Франції, «де 13 березня при місцевості Фершампенуаз відбувся дійсний бій». 19 березня він увійшов з полком до Парижа і з ним же, по завершенні кампанії, повернувся назад.
З 1815 року був як благочинний церкви Гвардійського корпусу.
У 1822 році був переведений до придворного собору Зимового палацу, де прослужив шість з половиною років.
Помер від водянки 17 липня 1828 року. Похований у Санкт-Петербурзі на Смоленському кладовищі.
Після його смерті залишилися — дружина Мар'я Степанівна (52 роки) та син Іван (22 роки).

## Нагороди
- наперсний хрест (1806), камилавка (1807);
- орден Св. Анни 2-го ступеня (за Бородинську битву, 1812);
- золотий хрест на Георгіївській стрічці (1813);
- алмазні знаки до ордену Св. Анни 2-го ступеня («за старанне виконання протягом усієї нинішньої війни християнського обряду на місці бою над присмертними та важко пораненими», 1814);
- наперсний хрест на Володимирській стрічці (на згадку про війну 1812 року, 1818);
- палиця (1823).